# Achim Friedl
Achim Friedl (* 29. Mai 1955 in Celle) ist ein pensionierter Direktor der Bundespolizei, Hubschrauberberufspilot und Luftfahrtexperte für Hubschrauber und unbemannte Luftfahrt.

## Werdegang
Nach dem Abitur machte Achim Friedl ab 1974 eine Ausbildung beim Bundesgrenzschutz und studierte an der Fachhochschule des Bundes Verwaltungswirtschaft. 1977 folgte eine Ausbildung zum Hubschrauberpiloten. 1987 schloss er sein Studium an der Deutschen Hochschule der Polizei (ehemals Polizeiführungsakademie) ab.
Von 1987 bis 1999 leitete Friedl die Bundesgrenzschutz-Fliegerstaffeln in Sankt Augustin, Kassel und Berlin. Von 1999 bis 2002 war er Leiter Führungsstab bei der Bundespolizei-Fliegergruppe in Sankt Augustin. 2002 wechselte Friedl in das Bundesministerium des Innern, wo er von 2004 bis 2016 als Direktor in der Bundespolizei tätig war.
Im November 2016 wurde Achim Friedl Vorstandsmitglied im UAV DACH e.V., einem deutschen Interessenverband für unbemannte Luftfahrt. Von 2018 bis 2023 war er Vorsitzender des UAV DACH e.V. Darüber hinaus wurde er 2021 zum Präsidenten des neu gegründeten europäischen Drohnenverbandes JEDA - Joint European Drone Association gewählt. Diese Position hielt er bis 2024 inne und ist seither Ehrenvorsitzender. Darüber hinaus ist Friedl Mitglied im Vorstand des Deutschen Hubschrauber Verbands und Beauftragter für internationale Angelegenheiten beim Deutschen Modellflieger Verband (DMFV) sowie Mitglied im nationalen Drohnenbeirat beim Bundesministerium für Digitales und Verkehr (BMDV).
Seit 2017 ist Friedl verantwortlich für die Ausrichtung des RotorDrone Forums in Bückeburg.

## Position
Achim Friedl setzt sich für eine sichere Integration unbemannter Luftfahrzeuge in den bestehenden Luftverkehr ein. Dabei ist ihm ein besonderes Anliegen, dass unbemannten Luftfahrzeugsystemen ein fairer und unbürokratischer Zugang zum Luftraum gewährt wird.

## Veröffentlichungen
- mit Giemulla, van Schyndel: Gewerblicher und privater Einsatz von Drohnen: Regelung des Betriebs von unbemannten Fluggeräten. Luchterhand Verlag, 2017, ISBN 978-3-472-09536-1
- mit U. Dieckert, S. Eich: Drohnen - Betrieb, Recht, Technik, Handbuch für die gewerbliche und behördliche Praxis (2. Aufl). Reguvis Fachmedien, Köln, 2025, ISBN 978-3-8462-1159-5.
- mit Dieckert: Neue Gefährdungslagen - Detektion und Abwehr gefährlicher Drohnen durch die Polizei. In: Deutsches Polizeiblatt (DPolBl) 6.2020 S. 25–30, 2020, ISSN 0175-4815 PDF